# Margarita Armstrong-Jones
Lady Margarita Armstrong-Jones, née le 14 mai 2002 à Londres, est une personnalité britannique, parente de la famille royale.

## Biographie

### Famille

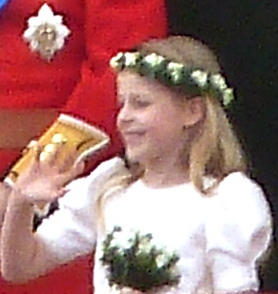
Margarita Armstrong-Jones, sur le balcon du palais de Buckingham au mariage du prince William en 2011

Margarita Armstrong-Jones, nommée en hommage à sa grand-mère, la princesse Margaret, décédée trois mois avant sa naissance, est née le 14 mai 2002, au Portland Hospital à Londres.
Fille de David, comte de Snowdon et de Serena Stanhope (fille du comte de Harrington), elle est la petite-fille de la princesse Margaret du Royaume-Uni, sœur cadette de la reine Élisabeth II, et du photographe Antony Armstrong-Jones, 1er comte de Snowdon. Elle compte parmi les arrières-petits-enfants du roi George VI et de son épouse Elizabeth Bowes-Lyon. Elle a un frère aîné, Charles, vicomte Linley, né en 1999. Sa tante Lady Sarah Chatto est sa marraine.
En 2011, lors du mariage du prince William et de Catherine Middleton, Margarita est demoiselle d’honneur. Elle a alors huit ans.
Depuis 2025, elle est 28e dans l'ordre de succession au trône britannique.

### Éducation
Elle suit sa scolarité à la St Mary's School, à Ascot, puis à la Tudor Hall School jusqu'en 2020 et la poursuit au Oxford Brookes University. Depuis septembre 2022, elle est étudiante à La Haute École de Joaillerie à Paris pour étudier la conception de bijoux.

### Carrière
En mars 2023, elle fait la couverture de Tatler,. Elle est la fondatrice et designer de Matita, une marque de bijoux sur mesure établie à Paris. Elle est également photographe et dirige une marque de photographie appelée Atira,.

## Titulature
- 14 mai 2002 – 13 janvier 2017 : l'honorable Margarita Armstrong-Jones ;
- Depuis le 13 janvier 2017 : Lady Margarita Armstrong-Jones ;